# Winnsboro (Texas)
Winnsboro es una ciudad ubicada en el condado de Wood en el estado estadounidense de Texas. En el Censo de 2010 tenía una población de 3434 habitantes y una densidad poblacional de 355,75 personas por km².

## Geografía
Winnsboro se encuentra ubicada en las coordenadas 32°57′22″N 95°17′29″O / 32.95611, -95.29139. Según la Oficina del Censo de los Estados Unidos, Winnsboro tiene una superficie total de 9.65 km², de la cual 9.61 km² corresponden a tierra firme y (0.4%) 0.04 km² es agua.

## Demografía
Según el censo de 2010, había 3434 personas residiendo en Winnsboro. La densidad de población era de 355,75 hab./km². De los 3434 habitantes, Winnsboro estaba compuesto por el 88.76% blancos, el 5.33% eran afroamericanos, el 0.52% eran amerindios, el 0.26% eran asiáticos, el 0% eran isleños del Pacífico, el 3.47% eran de otras razas y el 1.66% pertenecían a dos o más razas. Del total de la población el 8.04% eran hispanos o latinos de cualquier raza.